# Nordic Safety and Security Academy
Nordic Safety and Security Academy (NSSA) är en nordisk samarbetsorganisation för privatpersoner och organisationer som arbetar med trygghet- och säkerhetsfrågor. NSSA startades som ett löst sammanhållet nätverk 2002 för att i november 2003 registreras som en ideell organisation.
NSSA:s syfte och mål är att bidra till ökad kunskap och bildning för den breda allmänheten i trygghets- och säkerhetsfrågor. Detta sker genom att organisationen arbetar tvärvetenskapligt och tvärsektoriellt på lokal, regional, central, nationell och internationell nivå. Bakom NSSA står ett av USA:s ledande universitet inom Public Safety, Eastern Kentucky University (EKU) och enheten International Justice and Safety Institute (IJSI). Universitetet utbildar och fortbildar personer och myndigheter på lokal och regional nivå inom det som man i Sverige benämner som "blåljusmyndigheterna".
NSSA har idag ett omfattande och inflytelserikt nätverk i framför allt de nordiska länderna. Man har även byggt en transatlantisk axel till USA och Kanada. Organisationen är politiskt, militärt och religiöst neutral och säger sig även vilja stå oberoende av särintressen. NSSA genomförde sin första konferens för experter och forskare den 11-12 oktober 2006 i Hvidovre i Danmark. Deltagande länder var Finland, Danmark, Sverige, Storbritannien, USA och Kanada.
Våren 2008 arrangerade NSSA tillsammans med samarbetspartners seminarieserien "Krishantering i teori och verkligheten". NSSA har därefter genomfört en lång rad miniseminarier och föreläsningar. Sedan 2014 är föreningen vilande.

## Verksamhetsområden (i urval)
NSSA täcker idag in följande ämnes- och verksamhetsområden:
- IT-säkerhet
- Informationssäkerhet
- Verksamhetsskydd
- Säkerhetsutredningar
- Bakgrundskontroller
- Stalking (personförföljelse)
- Mediahantering och mediarelationer
- Krishantering
- Kriskommunikation
- Riskkommunikation
- Riskmanagement
- Personskydd
- Medarbetarskydd
- Omvärldsbevakning
- Underrättelseanalys
- Terrorism och politiskt våld
- Antiterrorism,
- Organiserad brottslighet
- Ekonomisk brottslighet
- Räddningstjänst
- Polisverksamhet
- Elsäkerhet
- Energisäkerhet
- Kärnkraftsäkerhet